# Liste öffentlicher Kneipp-Anlagen in der Schweiz
In der Liste öffentlicher Kneipp-Anlagen in der Schweiz sind nach Orten und Kantonen sortierte Kneipp-Anlagen in der Schweiz aufgeführt. Kneipp-Anlagen können in Form von Wassertretanlagen oder Armbecken vorliegen und werden häufig künstlich angelegt. Daneben gibt es in den natürlichen Verlauf von Fließgewässern eingebettete Wassertretstellen. Kneippen ist eine Behandlungsmethode der Hydrotherapie, die auf der Grundlage von Sebastian Kneipp angewendet wird. Hierbei wird in kaltem Wasser auf der Stelle geschritten. In Armbecken werden die Arme bis zur Mitte der Oberarme ins kalte Wasser getaucht. Die Liste erhebt keinen Anspruch auf Vollständigkeit.

## Kneipp-Anlagen in der Schweiz
| Bild | Ort                           | Kanton                 | Beschreibung | ↴ Zufluss / ↳ Abfluss | Standort                           |
| ---- | ----------------------------- | ---------------------- | --- | --------------------- | ---------------------------------- |
|      | Heiden AR                     | Appenzell Ausserrhoden | Kneipp-Anlage Appenzeller Gesundheitsweg Heiden |                       | Koordinaten fehlen! Hilf mit.      |
|      | Gonten                        | Appenzell Innerrhoden  | Kneipp-Anlage Barfusspfad Gontner Hochmoor |                       | Koordinaten fehlen! Hilf mit.      |
|      | Wasserauen                    | Appenzell Innerrhoden  | Wassertretanlage Talstation Ebenalp Wasserauen | ↴↳ Schwendibach       | 750559 / 239199 Schwendetalstrasse |
|      | Bünzen AG                     | Aargau                 | Kneipp-Anlage Chlostermatte Bünzen | ↴↳ Bünz               | 666430 / 240680 Friedenstrasse     |
|      | Menziken / Burg AG            | Aargau                 | Kneipp-Trail Stierenberg, Menziken |                       | Koordinaten fehlen! Hilf mit.      |
|      | Menziken                      | Aargau                 | Kneipp- und Gehgarten Asana Spital Menziken |                       | Koordinaten fehlen! Hilf mit.      |
|      | Rheinfelden AG                | Aargau                 | Kneipp-Anlage Achtsamkeitsgarten Rheinfelden |                       | 626575 / 266603                    |
|      | Schupfart                     | Aargau                 | Kneipp-Anlage Schupfart |                       | Koordinaten fehlen! Hilf mit.      |
|      | Langenbruck                   | Basel-Landschaft       | Kneipp-Erlebnispfad Langenbruck |                       | 624889 / 244347                    |
|      | Basel                         | Basel-Stadt            | Kneipp-Treff am Rheinufer |                       | 612162 / 267152                    |
|      | Riehen                        | Basel-Stadt            | Kneipp-Anlage Wettsteinanlage Riehen |                       | 615957 / 270288                    |
|      | Bätterkinden                  | Bern                   | Kneipp-Anlage Barfussweg Berchtoldshof Bätterkinden                                                                                                   |                       | 607241 / 218919                    |
|      | Hünibach                      | Bern                   | Wassertretstelle Hünibach |                       | 615636 / 176962                    |
|      | Münchringen                   | Bern                   | Armbad in Münchringen |                       | 606305 / 210435                    |
|      | Thun                          | Bern                   | Kleiner Barfussweg mit Wassertretstelle am Hotel Seepark, Schaudaupark Thun                                                                           |                       | 615636 / 176962                    |
|      | Zweisimmen                    | Bern                   | Kneippanlage Zweisimmen |                       | 594533 / 155055                    |
|      | Disentis/Mustér               | Graubünden             | Natürlicher Kneippweg Acletta |                       | 706963 / 173046                    |
|      | Domat/Ems                     | Graubünden             | Wassertretanlage Domat/Ems |                       | 754948 / 188569                    |
|      | Klosters Dorf                 | Graubünden             | Kneipp-Erlebnis-Pfad Klosters-Madrisa |                       | Koordinaten fehlen! Hilf mit.      |
|      | Rebeuvelier                   | Jura                   | Kneipp-Anlage Rebeuvelier |                       | 597726 / 241006                    |
|      | Dagmersellen                  | Luzern                 | Kneipp-Anlage am Luterbach, Dagmersellen | Luterbach             | 641637 / 230771                    |
|      | Entlebuch LU                  | Luzern                 | Kneipp-Anlage beim größten Moorlandschaftspfad der Schweiz                                                                                            |                       | Koordinaten fehlen! Hilf mit.      |
|      | Flühli                        | Luzern                 | Kneipp-Anlage Schwandalpweiher Flühli |                       | 644484 / 192311                    |
|      | Gelfingen                     | Luzern                 | Wassertretanlage Siebenbrüggliweg, Gelfingen |                       | Koordinaten fehlen! Hilf mit.      |
|      | Gisikon                       | Luzern                 | Am Rande eines Naturschutzgebietes liegt der Kneipp-Garten Gisikon.                                                                                   |                       | 673216 / 220238                    |
|      | Luthern                       | Luzern                 | Kneipp-Anlage "Gspöriweg" Archehof Russberg, Hofstatt                                                                                                 |                       | 634887 / 213087                    |
|      | Müswangen                     | Luzern                 | Wassertretanlage Holzmatt, Müswangen |                       | Koordinaten fehlen! Hilf mit.      |
|      | Müswangen                     | Luzern                 | Armbad, Müswangen |                       | Koordinaten fehlen! Hilf mit.      |
|      | Oberschongau                  | Luzern                 | Armbad Oberschongau |                       | Koordinaten fehlen! Hilf mit.      |
|      | Schongau LU                   | Luzern                 | Kneippanlage Erusbach, Schongau |                       | Koordinaten fehlen! Hilf mit.      |
|      | Engelberg                     | Obwalden               | Kitzelpfad um den Bergsee, Egelberg/Brunni |                       | 674187 / 188253                    |
|      | Beggingen                     | Schaffhausen           | Kneipp-Brunnen Beggingen |                       | 682320 / 291264                    |
|      | Schaffhausen                  | Schaffhausen           | Kneipp-Anlage Griesbach |                       | 688099 / 285201                    |
|      | Bad Ragaz                     | St. Gallen             | Kneipp-Erlebnis Pizol - Pardiel, Bad Ragaz |                       | 753449 / 206510                    |
|      | Bronschhofen                  | St. Gallen             | Fitness Insel AG Bronschhofen |                       | 720016 / 258718                    |
|      | Flumserberg                   | St. Gallen             | Kneipp-Anlage Grappawald Flumserberg |                       | Koordinaten fehlen! Hilf mit.      |
|      | Hemberg SG / Oberhelfenschwil | St. Gallen             | Zwei Kneippwege im Neckertal mit mehreren Kneipp-Stationen, Heckenlehrpfad und Obstgarten                                                             |                       | Koordinaten fehlen! Hilf mit.      |
|      | Sargans                       | St. Gallen             | Wassertretanlage Splee-Kapelle |                       | 752048 / 212785                    |
|      | St. Gallen                    | St. Gallen             | Wassertretanlage "Drei Weihern" |                       | 746983 / 254137                    |
|      | Recherswil                    | Solothurn              | Wassertretstelle an der Luterbrunnen-Ösch bei Recherswil (die Ösch fließt hier kurzzeitig zweigeteilt als Luterbrunnen-Ösch und als Willadinger-Ösch) | ↴↳ Luterbrunnen-Ösch  | 612614 / 222657 Willadingenstrasse |
|      | St. Margrethen                | St. Gallen             | Kneipp-Anlage im Bruggerhorn |                       | 767096 / 258248 Strandbadstrasse   |
|      | Widnau                        | St. Gallen             | Kneipp-Garten Widnau |                       | 766583 / 252250                    |
|      | Wildhaus SG                   | St. Gallen             | Natur-Barfuss-Kneippweg Wildhaus |                       | Koordinaten fehlen! Hilf mit.      |
|      | Arbon                         | Thurgau                | Wassertreten am See, Arbon |                       | Koordinaten fehlen! Hilf mit.      |
|      | Frauenfeld                    | Thurgau                | Armbad Frauenfeld |                       | Koordinaten fehlen! Hilf mit.      |
|      | Flüelen                       | Uri                    | Kneippanlage im Reussdelta, Flüelen |                       | 689843 / 194837                    |
|      | Blitzingen                    | Wallis                 | Natur und Wildwasser Kneipp-Weg, Blitzingen |                       | Koordinaten fehlen! Hilf mit.      |
|      | Schattdorf-Haldi              | Uri                    | Kneipp-Anlage auf dem Haldi |                       | Koordinaten fehlen! Hilf mit.      |
|      | Meilen                        | Zürich                 | Armbad Vita Parcours Meilen |                       | 693018 / 236751                    |
|      | Meilen                        | Zürich                 | Wassertretstelle Strandbad Zürichsee |                       | 691544 / 235788                    |
|      | Wernetshausen                 | Zürich                 | Kneippanlage Wernetshausen |                       | 707724 / 239869                    |
|      | Winterthur                    | Zürich                 | Armbad Goldenberg |                       | 698163 / 262417                    |
|      | Winterthur                    | Zürich                 | Armbad Walcheweier |                       | Koordinaten fehlen! Hilf mit.      |
|      | Zürich-Klus Park              | Zürich                 | Kneipp-Anlage Klus Park Zürich |                       | 685033 / 246539                    |
|      | Zürich-Science City           | Zürich                 | Kneipp-Anlage Science City |                       | 680900 / 251425                    |